# 依兰农场
依兰农场是一个位于中华人民共和国黑龙江省哈尔滨市依兰县的类似乡级单位，亦是黑龙江省农垦宝泉岭管理局所属的一个国有农场。
依兰农场始建于1959年，原为中国人民解放军黑龙江生产建设兵团独立第三营，位于松花江北岸。总面积56.29平方公里，总人口3700人。

## 行政区划
依兰农场下辖以下单位：
依兰场直社区和依兰农场非场直生活区。